# Poveglia
Poveglia je mali otok u Venecijanskoj laguni koji leži između Lida i Venecije. Mali kanal dijeli otok na dva dijela koji su danas za posjetitelje zatvoreni.

## Povijest
Otok je prvi put zabilježen u kronikama 421., kad su se na njega naselile izbjeglice iz Padove i okolice, koji su bježali od provala barbara u Italiju. U 9. stoljeću otok je bio dobro naseljen, čak toliko da su njegovi imali vlastitog podestu. Život otoka je zaustavljen 1379. kad se Venecija našla na udaru genoveške flote, iz preventivnih razloga stanovnici su preseljeni na Giudeccu. Mletačka Republika izgradila je na otoku utvrdu – "Oktogonu", koja je ostala do danas, nakon tog otok je postao nenastanjen u narednim stoljećima. Venecijanski dužd ponudio je redovnicima kamaldolijancima otok 1527., ali su oni to odbili. Nakon tog je ponuđen potomcima izvornih stanovnika 1661., ali su i oni odbili ponovno se naseliti.
Poveglia je 1777. došla u nadležnost Ureda za javno zdravstvo republike (Magistrato alla Sanità), i korištena je kao lazaret – za sve putnike koji bi dolazili u Veneciju brodom. Otok je tako korišten do 1814. kad je lazaret zatvoren.
Čak i na početku 20. stoljeća, Poveglia je povremeno korištena kao karantena sve do 1922. kad su postojeće zgrade preuređene u starački dom. Otok je tako egzistirao sve do 1968., kad je zatvoren starački dom. Jedno kraće vrijeme nakon toga koristio se za poljoprivredu, a nakon tog potpuno je napušten. Danas je otok u vlasništvu talijanske vlade koja je zabranila posjete.

## Legende
U novije vrijeme kruže brojne legende o Povegli. Po jednoj na otoku je umrlo od kuge preko 160.000 ljudi. To je malo vjerojatno jer se od 1576. kao lazaret nije koristila Poveglia, nego Lazzaretto Nuovo.

## Vanjske poveznice
- Satelitska snimka s Google Maps